# Helen Gourlay
Pour les articles homonymes, voir Gourlay.
Helen Gourlay (née le 23 décembre 1946 à Launceston, Tasmanie) est une joueuse de tennis australienne, amateur dans les années 1960 puis professionnelle jusqu'en 1980.
Elle est également connue sous son nom de femme mariée, Helen Gourlay-Cawley.
Avant tout spécialiste de double, elle a néanmoins atteint deux finales en simple dans les tournois du Grand Chelem, à chaque fois battue par Evonne Goolagong : en 1971 à Roland Garros et en 1977 à l'Open d'Australie (édition de décembre).